# أندرسون غونزاغا
أندرسون غونزاغا (بالبرتغالية: Anderson Gonzaga‏) (29 ديسمبر 1983 في البرازيل – )؛ هو لاعب كرة قدم سابق كان يلعب كمهاجم.

## وصلات خارجية
- أندرسون غونزاغا على موقع رابطة كرة القدم اليابانية للمحترفين (اليابانية)
- أندرسون غونزاغا على موقع إي إس بي إن إف سي (الإنجليزية)
- أندرسون غونزاغا على موقع قاعدة بيانات كرة القدم.إي يو (الإنجليزية)
- أندرسون غونزاغا على موقع Soccerway.com (الإنجليزية)
- أندرسون غونزاغا على موقع عالم كرة القدم.نت (الإنجليزية)